# Дмитриевка (Духовницкий район)
Дмитриевка — село в Духовницком районе Саратовской области, административный центр сельского поселения Дмитриевское муниципальное образование.
Население — 782 (2010).

## История
Основано как владельческая деревня в 1850 году
В Списке населённых мест Российской империи по сведениям за 1859 год упоминается как владельческая деревня Дмитриевка, расположенная в прибрежье Волги на реке Осиновке на расстоянии 65,5 вёрст от уездного города. Деревня относилась к Николаевскому уезду Самарской губернии. В населённом пункте проживало 97 мужчин и 99 женщин.
После крестьянской реформы Дмитриевка была отнесена к Липовской волости. Согласно Списку населённых мест Самарской губернии по сведениям за 1889 год в деревне насчитывалось 48 дворов, проживали 313 жителей, русские православного и раскольнического вероисповедания. Земельный надел составлял 485 десятин удобной и 47 десятин неудобной земли, работала ветряная мельница.
Согласно Списку населённых мест Самарской губернии 1910 года в Дмитриевке проживали 191 мужчина и 182 женщины (бывшие помещичьи крестьяне). Церкви в Дмитриевке не было, жители были приписаны к приходу Михаило-Архангельского храма села Духовницкого. Помимо православных в деревне также проживали несколько семей старообрядцев австрийского толка.
В 1926 году в Дмитриевке насчитывалось 97 дворов, проживали 207 мужчин и 218 женщин, работала школа 1-й ступени. В 1931 году был организован колхоз "Большевик". Великая Отечественная война унесла жизни 88 жителей Дмитриевки. На рубеже 1950-х и 1960-х годов при строительстве Саратовской ГЭС Дмитриевка попала в зону затопления водохранилища и была перенесена на новое место. Сюда же были переселены жители сёл Новотроицкого, Клеонидино, Маховки и посёлков имени Ленина и Земледелец. После переселения в селе был образован колхоз "Ленинский путь", в который также вошёл упразднённый колхоз "Берег Волги" населённого пункта Вечный Хутор. В 1966 году было сдано в эксплуатацию новое здание восьмилетней школы.

## Физико-географическая характеристика
Село находится в Заволжье, в прибрежье Саратовского водохранилища, на высоте около 35-40 метров над уровнем моря. Почвы - чернозёмы южные.
Село расположено примерно в 7 км по прямой в южном направлении от районного центра посёлка Духовницкое. По автомобильным дорогам расстояние до районного центра составляет 8,5 км, до города Балаково - 87 км, до областного центра города Саратов - 250 км, до Самары - 270 км (через Пугачёв).
Часовой пояс
Дмитриевка, как и вся Саратовская область, находится в часовой зоне МСК+1. Смещение применяемого времени относительно UTC составляет +4:00.

## Население
Динамика численности населения по годам:
| Годы      | 1859 | 1889 | 1910 | 1926 | 2002 |
| --------- | ---- | ---- | ---- | ---- | ---- |
| Население | 196  | 313  | 373  | 425  | 787  |

| 2002 | 2010 |
| ---- | ---- |
| 787  | ↘782 |

Национальный состав
Согласно результатам переписи 2002 года русские составляли 88 % населения села.